# 3678 Mongmanwai
3678 Mongmanwai este un asteroid din centura principală, descoperit pe 20 ianuarie 1966 de Observatorul Zijinshan.